# Теодора Кантакузен

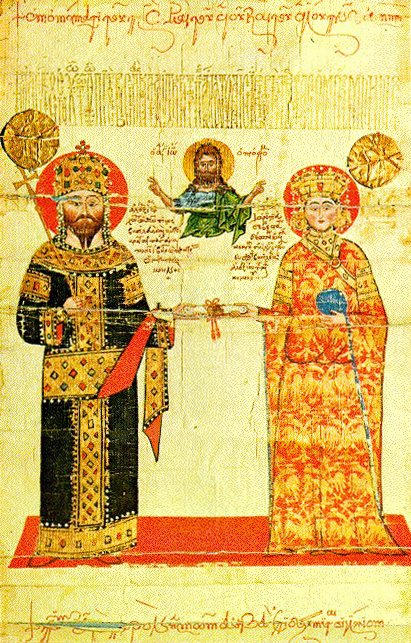
Імператриця Теодора Кантакузен зі своїм чоловіком, імператором Олексієм III Трапезундським, від хризобула до монастиря Діонісія, середина XIV століття

Теодора Комніна Кантакузен (бл. 1340 — після 1390) — імператриця, дружина Олексія III Трапезундського.

## Сім'я
Теодора вважається дочкою Никифора Кантакузина, севастократора. За історією їхнього родича Іоанна VI Кантакузина, Никифор був ув'язнений за наказом Олексія Апокавка, одного з головних радників Анни Савойської у громадянській війні проти Іоанна VI, у 1341 році. Пізніше Никифора було звільнено та записано як правителя Адріанополя в 1350-х роках, ставши севастократором. Дональд Нікол стверджує, що Никифор є двоюрідним братом імператора Іоанна VI. Особа матері Феодори невідома.

## Шлюб
Коли поваленого імператора Трапезунду Михайла після періоду ув'язнення відправили до Константинополя, його супроводжував татас Михайло Семпсон, якому було доручено знайти відповідну дружину для нового правителя Олексія III. Дональд Нікол припускає, що пошуками керував візантійський імператор Іоанн VI, «бо знайдена дружина була дочкою його двоюрідного брата». Вона досягла Трапезунду 3 вересня 1351 року, а 28 вересня стала дружиною Олексія. Вони одружилися в нещодавно відбудованій церкві Святого Євгенія. Її новому чоловікові не виповнилося приблизно тиждень до тринадцятиріччя; Вважається, що Теодора, ймовірно, була такого ж віку.
Те, що ми знаємо про її життя як імператриці, здебільшого базується на хроніці Михайла Панарета, яка завжди є короткою. Його літопис згадує Теодору по імені шість разів, включаючи записи про її шлюб і смерть; вона згадується ще двічі лише з титулом despoina; а в повідомленнях про народження двох синів Олексія її ім'я опущено. Вона супроводжувала Олексія, коли він пішов на Іоанна Цаніча і придушив його повстання в березні 1352 року; вона супроводжувала Олексія та його матір Ірену, коли він плавав проти повстанського великого корабля Doux Niketas Scholares у 1355 році; вона знову супроводжувала обох, коли вони втікали від спалаху Чорної смерті в Трапезунді в березні 1362 року; і вона була присутня на весіллі своєї дочки Анни з Олексієм і його матір'ю в червні 1367 року. Єдине повідомлення Панарета про Теодору, яке не можна пояснити частиною її ролі дружини чи імператриці, це її дивовижна участь у похоронній процесії позашлюбного сина Олексія, Андроніка, разом із її суперницею, його матір'ю; Андроник загинув за підозрілих обставин після падіння з цитаделі 14 березня 1376 р.
Олексій помер 20 березня 1390 року. Теодора пережила його, пішовши в монастир у Константинополі. Ймовірно, це черниця «Теодосія Кантакузена», яку патріарх Матвій I описав як «покійну імператрицю Сходу» в документі від червня 1400 року про гроші, які черниця заповідала на будівництво ксенону або хоспісу в місті.
У Теодори з Імператором було семеро дітей: 
- Анна (1357 — після 1406), дружина грузинського царя Баграта V;
- Василь (вересень 1358—1377);
- Мануїл III — 1364—1417), імператор 1390—1416 — одружений з Гюльхан-Євдокією з Грузії;
- Євдокія, одружена з Таджеддіном, еміром Лімнії, з 8 жовтня 1379 року;
- дочка без імені, дружина Сулеймана-бека, еміра Чалібії;
- дочка без імені, дружина Мутахартена, еміра Ерзінджана;
- дочка без імені, дружина Кара Османа, вождя Ак-Коюнлу.

Портрети її та її чоловіка Олексія можна побачити на двох хризобулах: одна, яку подаровано монастирю Діонісія на горі Афон, датована вереснем 1374 р.; і один для монастиря Сумела за межами Трапезунду, датований груднем 1364 року. Портрет Теодори та Олексія був намальований на стіні церкви Панагії Хрисокефалос у Трапезунді, але був знищений через деякий час після того, як К. Текс'є зробив його малюнок у 1860-х роках.